# Stockard Channing
Stockard Channing, właśc. Susan Antonia Williams Stockard (ur. 13 lutego 1944 w Nowym Jorku) – amerykańska aktorka.

## Filmografia
- 2005: Red Mercury jako Penelope
- 2005: Po dyżurze jako Lydia Barnes
- 2005: 3 Needles jako Olive
- 2005: Facet z ogłoszenia jako Dolly
- 2004: Jack jako Anne
- 2003: Abby Singer jako ona sama
- 2003: Hitler: Narodziny zła jako Klara Hitler
- 2003: Życie i cała reszta jako Paula
- 2003: Rozwód po francusku jako matka
- 2003: Córka pianisty jako Lily Kilworth
- 2003: Bright Young Things
- 2002: Co za życie
- 2002: Za czerwonymi drzwiami jako Julia
- 2002: The Matthew Shepard Story jako Judy Shepard
- 2002: Wyznania siostry kopciuszka jako Margarethe Fisher Van Den Meer
- 2001: Wędrówki z bestiami jako narrator
- 2001: Znajomek jako Julie Styron
- 2001: Jak to dziewczyny jako dr Beth Noonan
- 2000: Cała prawda o Jane jako Janice
- 2000: Wspaniała Susann jako Florence Maybelle
- 1998: Totalna magia jako ciotka Jet
- 1993: Szósty stopień oddalenia jako Louisa ('Ouisa') Kittredge
- 1986: Zgaga jako Julie
- 1978: Tani detektyw jako Bess
- 1978: Grease jako Betty Rizzo